# Djamolidine Abdoujaparov
Djamolidine Abdoujaparov, född den 28 februari 1964 i Tasjkent, är en tidigare tävlingscyklist från Uzbekistan. 

## Början
Som amatörcyklist i det sovjetiska nationslaget vann Djamolidine Abdoujaparov flera etapper på Baby Girot 1984 och 1985.
Uzbekistan blev självständigt den 1 september 1991, och ungefär samtidigt hade Abdoujaparov avslutat sina studier på ett sovjetiskt sportprogram. Svårigheter inträffade dock under de första åren av hans karriär då Uzbekistan ännu inte hade anslutits till Union Cycliste Internationale (UCI), vilket innebar problem för den uzbekiska cyklisten när världsmästerskapen närmade sig. Han skrev på ett kontrakt med ett professionellt stall i Europa och blev en spurtare i världsklass.

## Professionell karriär
Abdoujaparov gjorde sig mest känd som en kompromisslös spurtspecialist och gjordes sig på detta sätt förtjänt av smeknamnet "The Tashkent Terror". Hans kompromisslösa spurtande gjorde att Abdoujaparov var inblandad i många omkullkörningar. En av de mer berömda omkullkörningarna inträffade under den sista etappen av Tour de France 1991 där Abdoujaparov körde omkull under upploppet på Champs-Élysées i Paris - med ungefär 100 meter kvar till mållinjen körde han in i en reklamskylt och slungades av cykeln. Stallets personal hjälpte honom upp på cykeln igen och han rullade över mållinjen medan flera tävlingsläkare gick bredvid honom. Trots att den uzbekiska cyklisten vann poängtröjan kunde han inte delta på prisutdelningen eftersom han medvetslös fördes till sjukhus i ambulans. 
Abdoujaparovs våghalsiga spurtande gav honom också många segrar och han är tillsammans med Eddy Merckx och Laurent Jalabert den ende cyklisten som vunnit poängtävlingen i alla tre Grand Tours (Giro d'Italia, Tour de France och Vuelta a España).
Han vann sammanlagt 11 etapper i Tour de France och poängtävlingens gröna tröja 3 gånger.
På Tour de France 1996 gick han ut på en utbrytning på en bergsetapp och han vann etappen, vilket är ovanligt för en spurtare. Under Tour de France 1997 visade dock prover att han hade testats positivt för clenbuterol, en substans som underlättar andningen för astmatiker, efter etapp 2. Han avslutade därefter sin professionella cykelkarriär. Men det positiva dopningsprovet på Tour de France visade sig vara ett av många. Redan tidigare under året hade han haft fem positiva dopningsprov, på Panne tredagars, Grand Prix Cycliste de la Ville de Rennes, La Côte Picarde, Dunkirks fyradagars och Critérium du Dauphiné Libéré. Utöver clenbuterol hade han också testats positivt för anabola steroider och bromantan.

## Efter karriären
Efter avslutad cykelkarriär började Djamolidine Abdoujaparov hjälpa sina landsmän att komma till Europa för att tävla. Bland annat kom Denis Shkarpeta över till Europa med Abdoujaparovs hjälp.
Les Carter, gitarrist i punkbandet Carter the Unstoppable Sex Machine, startade 1998 bandet Abdoujaparov, döpt efter den uzbekiska proffscyklisten.